# Harry Walden

Harry Walden, 1902

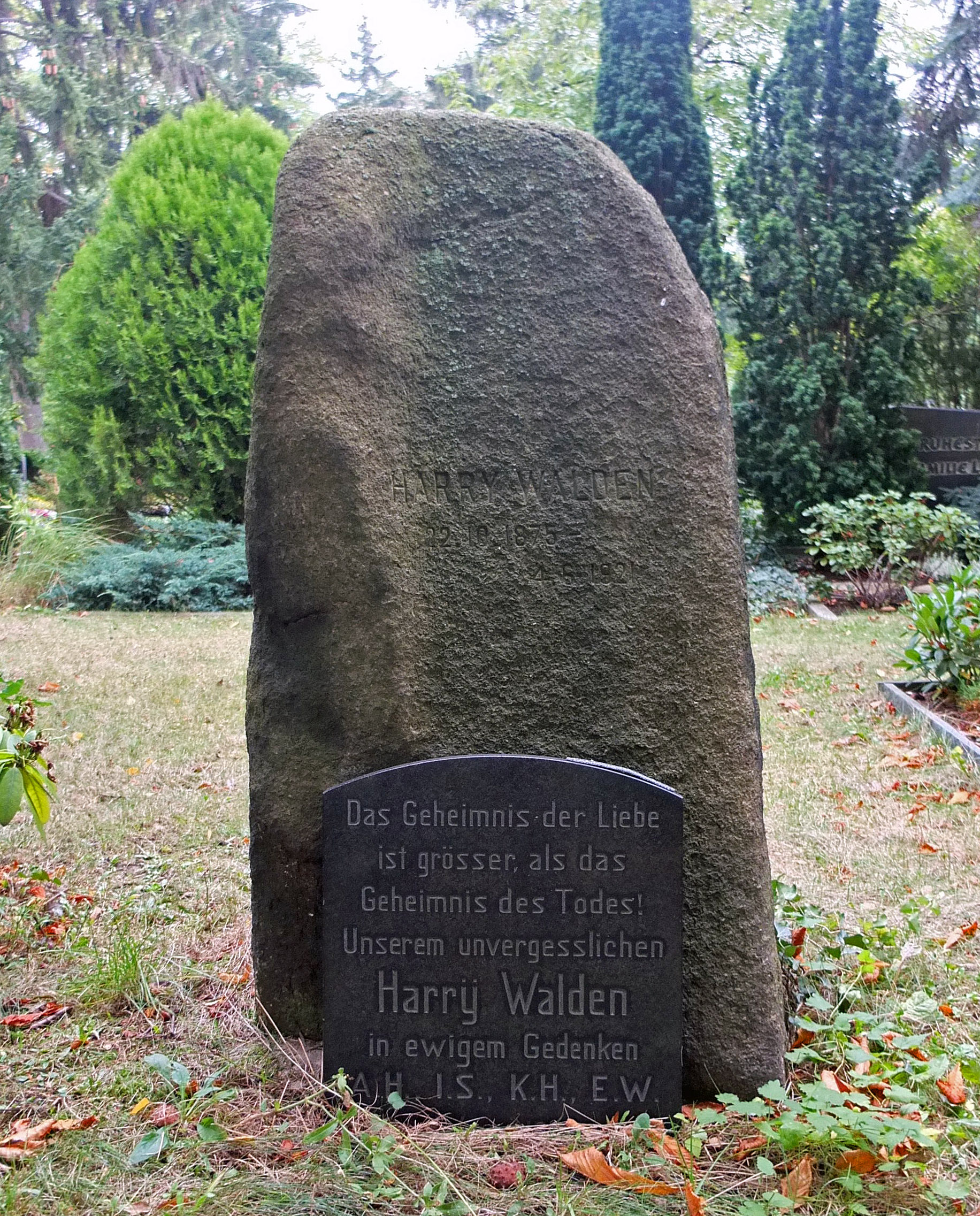
Grabstätte

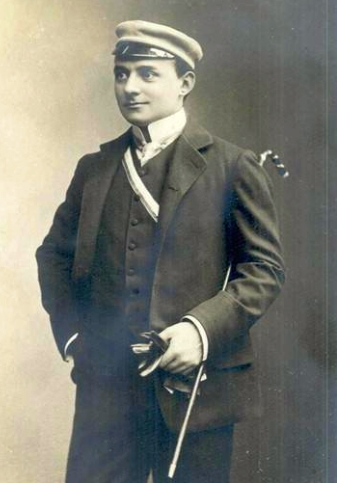
Harry Walden in Alt-Heidelberg

Harry Walden, gebürtig Ludwig Patrick Harry Schreier (* 22. Oktober 1875 in Berlin; † 4. Juni 1921 ebenda), war ein deutscher Theaterschauspieler mit kurzer, aber intensiver Filmkarriere im Wien der späten 1910er-Jahre.

## Leben und Wirken
Der Sohn eines Berliner Kaufmanns übte zunächst den Beruf seines Vaters in Deutschland, der Schweiz und den Vereinigten Staaten (1893–1895) aus. Nach seiner Rückkehr nach Deutschland 1895 trat er den Militärdienst an. Danach folgte eine Ausbildung zum Schauspieler u. a. vom Hofschauspieler Richard Kahle. Seinen ersten Auftritt absolvierte er 1896 in Karlsruhe. 1897 trat er erstmals in Berlin, am Residenztheater, auf. Er spielte den „Gerhart“ in Josef Jarnos Stück „Momentaufnahmen“. 1900 erhielt er als „der Prinz von Homburg“ nach Heinrich von Kleist seine erste Titelrolle. Zu seinem frühen Rollenrepertoire zählten jugendliche Helden, Lebemänner und Liebhaber. Später gelang ihm problemlos der Übergang zum Charakterschauspieler. Am Berliner Theater war er der erste Darsteller des Erbprinzen Karl Heinrich in Wilhelm Meyer-Försters Schauspiel Alt-Heidelberg. 
In den frühen 1900er-Jahren bespielte Harry Walden verschiedene nationale wie internationale Bühnen von Reval (Tallinn) in Estland bis New York (Irving Place Theatre). Ende der 1900er-Jahre ließ er sich in Berlin nieder, wo er zwischen 1908 und 1910 auch unter Max Reinhardts Intendanz auftrat. So spielte er unter dessen Regie vor allem in Trauerspielen von Shakespeare, Goethe und Schiller: den „Edgar“ in „König Lear“, den Titelhelden in „Clavigo“, den „Ferdinand“ in „Kabale und Liebe“ und auch den „Don Carlos“. Gelegentlich spielte er auch in Lustspielen mit, etwa als „Dagobert“ in „Der gute Dagobert“. Im Oktober 1911 gründete er mit der Harry Walden-Ensemble GmbH ein eigenes Theaterunternehmen.
1912 gründeten Walden und Julius Pinschewer die Firma Herstellung und Vertrieb von Harry Walden-Films GmbH. Bereits ein Jahr darauf verließ er erneut seine Heimatstadt und ging ans Wiener Burgtheater, für das er bis 1919 schauspielerte. Während des Ersten Weltkriegs erhielt er erste Engagements für Filme der Sascha-Film. Zumeist stellte er Adelige dar, etwa Grafen, Barone oder Fürstensöhne. Er wirkte zudem im vorexpressionistischen Film Der Mandarin (1918) von Fritz Freisler mit. Zuletzt war Walden als Direktor und Oberspielleiter an der Wiener Renaissance-Bühne tätig. Am 4. Juni 1921 verübte der inzwischen schwer Morphinsüchtige in Berlin Selbstmord.
Er wurde auf dem Luisenfriedhof II in Berlin beerdigt. Sein Grab war als Ehrengrab der Stadt Berlin gewidmet.

## Filmografie
- 1910: Sumurun
- 1912: Alt-Heidelberg, du feine...
- 1915: Das Kriegspatenkind
- 1918: Der Mandarin
- 1918: Am Tor des Lebens
- 1919: Zwei Welten
- 1919: Ein gefährliches Spiel
- 1919: Die Dame mit dem schwarzen Handschuh
- 1920: Gefolterte Herzen – 1. Teil: Ohne Heimat

## Tondokumente in der österreichischen Mediathek
- Des Vaters Mahnung (Text: Felix Josky) Harry Walden [Vortrag] Grammophon 10 751 / 941.095 (Matrizennummer 15 724 1/2 br) (mx. 23 620) aufgenommen am 30. August 1911
- Würfelspiel (Text: Guilhermini Augusto) Harry Walden [Vortrag] Grammophon 10 751 / 941.096 (Matrizennummer 15 725 b) (mx. 23 621) aufgenommen am 30. August 1911